# 1731
- Wikisource

| Calendário gregoriano                                                        | 1731 MDCCXXXI                       |
| Ab urbe condita                                                              | 2484                                |
| Calendário arménio                                                           | 1180 – 1181                         |
| Calendário bahá'í                                                            | -113 – -112                         |
| Calendário budista                                                           | 2275                                |
| Calendário chinês                                                            | 4427 – 4428 Início a 7 de fevereiro |
| Calendário copta                                                             | 1447 – 1448                         |
| Calendário etíope                                                            | 1723 – 1724                         |
| Calendários hindus - Vikram Samvat - Calendário nacional indiano - Cáli Iuga | 1786 – 1787 1652 – 1653 4831 – 4832 |
| Calendário Holoceno                                                          | 11731                               |
| Calendário islâmico                                                          | 1144 – 1145                         |
| Calendário judaico                                                           | 5491 – 5492                         |
| Calendário persa                                                             | 1109 – 1110                         |
| Calendário rúnico                                                            | 1981                                |
| Calendário solar tailandês                                                   | 2274                                |

1731 (MDCCXXXI, na numeração romana) foi um ano comum do século XVIII do Calendário Gregoriano, da Era de Cristo, e a sua letra dominical foi G (52 semanas), teve início numa segunda-feira e terminou também numa segunda-feira.
| Ano completo                         |
| ------------------------------------ |
| Ano comum com início à segunda-feira |

## Eventos
- Primeiro Mercado futuro do mundo para negociação de arroz começa a operar no Mercado de Arroz Dojima em Osaka.[1]

## Nascimentos
- 19 de junho - Joaquim Machado de Castro, um dos maiores e mais renomados escultores de Portugal (m. de 1822).

## Mortes
- 22 de fevereiro - Frederik Ruysch, foi médico, botânico e anatomista holandês (n. 1638).
- 26 de abril - Daniel Defoe, escritor e jornalista britânico (n. 1660).
- 30 de novembro - Brook Taylor, matemático inglês (n. 1685).

## Por tema
- 1731 na ciência
- 1731 na literatura